# 紫羅蘭格粒螺
紫羅蘭格粒螺（学名：Inella clathratus）为左錐螺科格粒螺屬下的一个种。